# Кокшаров, Эдуард Александрович
Эдуард Александрович Кокшаров (род. 4 ноября 1975 года, Краснодар, СССР) — российский гандболист, левый крайний, капитан сборной России по гандболу. Олимпийский чемпион 2000 года, чемпион мира 1997 года. Заслуженный мастер спорта России (1997). С июля 2017 года по январь 2020 года — главный тренер сборной России. С октября 2019 года также был главным тренером «Вардара» из Северной Македонии, где до этого работал спортивным директором.

## Биография

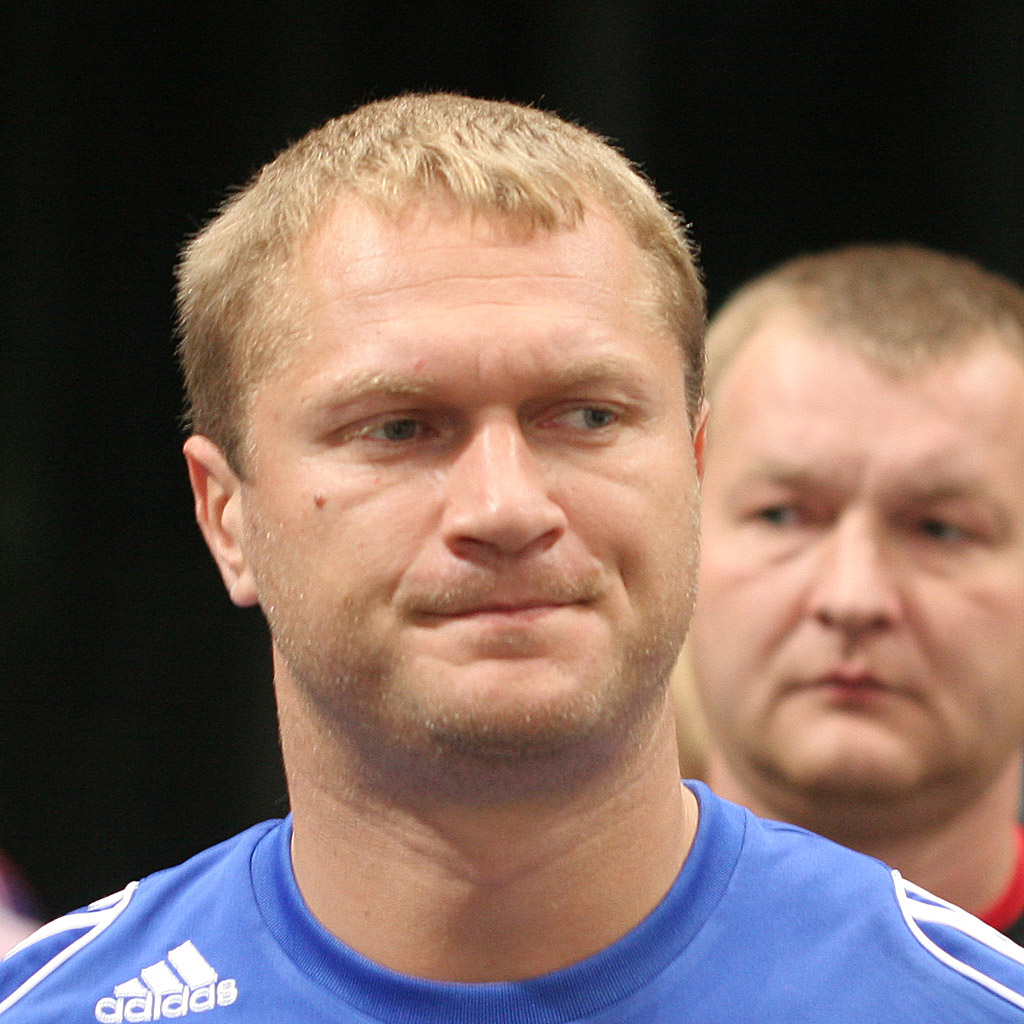
2008 год

Начал заниматься гандболом в 1984 году в ДЮСШ Краснодара. Имеет высшее образование, окончил Кубанский государственный университет физической культуры.
В победном финале Олимпийских игр 2000 года забросил пять мячей.
В 2016 году являлся главным тренером гандбольного клуба СКИФ (Краснодар) и директором НП РПС «Гандбол Кубани». С 2016 года работает спортивным директором македонского «Вардара». В 2017 году Эдуард Кокшаров стал тренером сборной России. Подал в отставку 16 января 2020 года после неудачного выступления сборной России на чемпионате Европы, где команда заняла 22-е место из 24 команд.
Также Кокшаров работал спортивным директором мужского «Вардара» и возглавлял женскую команду «Вардара» в «финале четырёх» Лиги чемпионов-2018.
Кокшаров возглавил «Ростов-Дон» в июле 2022 года. Под его руководством клуб уступил в матче за Суперкубок России, вышел в «финал четырёх» Кубка страны, а в 29 матчах Суперлиги одержал 21 победу. Ушёл в отставку 27 февраля 2023 года.
В марте 2023 года возглавил клуб «Мешков Брест». В 2023 и 2024 годах привёл клуб к победе в чемпионате Белоруссии, в июне 2023 года выиграл с командой SEHA League.
Дважды женат. Первая жена — Наталья, в браке родились двое детей: Александр (2004, футболист) и Дина (2000, дизайнер). Второй брак зарегистрирован в 2019 году с Еленой Урусовой (до брака с Эдуардом Кокшаровым двое детей — Камила Урусова и Эмир Урусов), совместных детей в браке нет, детей Кокшаров усыновил и полностью воспитывает с женой Еленой. 

## Достижения

### Сборная России
- Олимпийский чемпион (2000), бронзовый призёр Олимпийских игр (2004).
- Чемпион мира (1997), серебряный призёр чемпионата мира (1999) и чемпионата Европы (2000).
- Лучший левый крайний чемпионатов мира (4): 2001, 2003, 2005, 2007.
- Лучший левый крайний чемпионатов Европы (2): 2004, 2006
- Лучший бомбардир чемпионата мира-2001 (61 гол).
- На чемпионате Европы-2008 забил 1000-й мяч за сборную России.

### Клубы
- Победитель Лиги чемпионов (2003/04).
- 8-кратный чемпион Словении (1999/2000, 2000/01, 2002/03—2007/08).
- 5-кратный обладатель Кубка Словении (1999/2000, 2000/01, 2003/04, 2005/06, 2006/07).
- 2-кратный чемпион России (2011/12, 2012/13).

## Награды и звания
- Орден Дружбы (2001) — за большой вклад в развитие физической культуры и спорта, высокие спортивные достижения на Играх XXVII Олимпиады 2000 года в Сиднее[3]
- Медаль ордена «За заслуги перед Отечеством» II степени (2006) — за большой вклад в развитие физической культуры и спорта и высокие спортивные достижения[4]
- Медаль «За заслуги перед Македонией» (2017, Македония)[5]
- Заслуженный мастер спорта России (1997)